# Choghā Berāleh
Choghā Berāleh (persiska: چُقا بِرالِه, چغابراله, Choqā Berāleh) är en ort i Iran.   Den ligger i provinsen Kurdistan, i den nordvästra delen av landet, 400 km väster om huvudstaden Teheran. Choghā Berāleh ligger 1 404 meter över havet och antalet invånare är 256.
Terrängen runt Choghā Berāleh är varierad. Runt Choghā Berāleh är det ganska tätbefolkat, med 185 invånare per kvadratkilometer. Närmaste större samhälle är Kāmyārān, 3,9 km norr om Choghā Berāleh. Trakten runt Choghā Berāleh består till största delen av jordbruksmark.